# محمية أرز تنورين
محمية غابة أرز تنورين الطبيعية هي محمية طبيعية شمال لبنان، تقع ضمن حدود محافظة جبل لبنان في بلدة تنورين، على بعد 90 كم من العاصمة بيروت. أُنشئت المحمية في 25 فبراير 1999 بموجب القانون رقم 9، وتديرها لجنة بالتعاون مع وزارة البيئة. وتبلغ مساحتها حوالي 6 كم²، وتعد من أهم غابات الأرز في لبنان، والمعروفة بقيمتها البيئية والعلمية.

## تاريخ شجرة الأرز
يُذكر أرز لبنان كثيرًا في الكتاب المقدس، رمزًا للقوة وطول العمر والرحمة الإلهية. وقد استخدم الملك سليمان خشب الأرز بشكل ملحوظ في بناء الهيكل الأول في القدس، وذلك بسبب متانة الشجرة وجمالها الأخّاذ. وحتى اليوم لا يزال الأرز رمزًا بارزًا على العلم اللبناني، رمزًا لصمود الأمة وتراثها التاريخي الغني. سكن المنطقة الفينيقيون قديمًا. كما ذكرت أشجارها في التوراة والمخطوطات الهيروغليفية والسّومريّة.

## المحتويات والموقع
تضم المحمية أكبر وأكثف مجموعة من أشجار الأرز اللبناني (Cedrus libani) في لبنان، حيث تضم أكثر من 1.5 مليون شجرة، و4.5 مليون شجرة أرز إذا شملت أشجار القرى المجاورة، ويشكل الأرز أكثر من 80% من إجمالي أشجار الغابة، وبمصادر أخرى 90%. ومن بين أنواع الأشجار البارزة الأخرى البلوط والعرعر (اللزاب) والقيقب والتفاح البري والإجاص البري والخوخ البري. وتعد شجرة "الذكر" أهم أشجار الأرز في المحمية، وتوجد على مدخل المحمية، حيثُ تشكل مكانًا جيدًا للتصوير رغم إصابتها بصعقة برق.

تمتد المحمية على سفوح جبل المكمل، تحت قمة الجبل الذي يضم قضاء البترون وقضاء بشري. بمساحة 620 هكتار (6 كم²)، وارتفاع بين (1400-1850 متر). وتدخل في أراضي عدة قرى، وهي نيحا وحدث الجبة وقنات (لبنان) وكفور العربي.

## الأهمية البيئية
صُنّفت غابة أرز تنورين على أنها منطقة هامة لحفظ الطيور من قِبل منظمة حياة الطيور الدولية (BirdLife International) نظرًا لكونها موطنًا لأنواع مختلفة من الطيور. فهي تُشكّل موطنًا لـ 156 نوعًا من الطيور المهاجرة، وموقعًا لتكاثر أنواع نادرة مثل القرقف الأزرق وطائر أبو الحناء أبيض الحنجرة. وقد رُصد 71 نوعًا من الطيور في المحمية.

### الحيوانات
تحتضن المحمية مجموعة متنوعة من الحيوانات، منها:
- الطيور: النسور، البوم، طيور أبو الحناء، الحجل، أبو بليق، الزريقة، عصفور التين (أبو قلنسوة)، الدوري، الصقر،[1] بالإضافة ل80 نوع طيور مختلفة.[6]
- الثدييات: الضباع، الخنازير البرية، السناجب، الخفافيش، القنفذ، فأر الحقول، الذئب، الثعلب.[1]
- الزواحف: الثعابين.
- الحشرات: تحوي آلاف الحشرات، و100 نوع من الفراشات، منها الليلية والنهارية،[6] الخنافس، السوسيات، والحشرة الخطيرة والمكتشفة في هذه الغابة وسميت باسم شجرة الأرز Cephalsia Tannourinensis

### النباتات
تعد غابة محمية تنورين الأكبر في لبنان من حيث الكثافة، فهي تحوي أكثر من 500 نوع من النباتات البريّة، وبمصادر أخرى 600 نوع. تنتشر الأزهار بالقرب من أشجار الأرز، ومن بينها زهور التوليب الجبلية ونبات الزعرور الشائك اللبناني وخزامى الجبل والنرجس والبنفسج. وتُعَدّ محمية غابة أرز تنورين الطبيعية من أهمّ المواقع البيئية في لبنان، لما تتمتع به من تنوع بيولوجي، وجمال طبيعي خلاب، وقيمة بيئية عالية.

## الجغرافيا
تتميز تضاريس المحمية بمنحدرات صخرية شديدة الانحدار، حيث تنمو أشجار الأرز على منحدرات شبه عمودية. تزخر المنطقة بموارد مائية طبيعية، بما في ذلك بحيرات عائمة وأكثر من 100 نبع. وعدد من الأخاديد الصخرية والكهوف الطبيعية.

## جهود الحفاظ على المحمية
بموجب قانون المحمية الصادر في 25 فبراير 1999 يُمنع إقامة أي نشاط مضر بالبيئة داخل الغابة، مثل: قطع الأشجار أو الأعشاب، اشعال النيران، التخييم، الصيد، الرعي. وللمحمية لجنة مؤلفة من 12 شخص، منهم خبراء بيئة وممثلين عن وزارة الزراعة والداخلية والجمعيات المهتمة بمجال البيئة.
تشمل استراتيجيات الحفاظ المُطبقة في المحمية ما يلي:
- إعادة التشجير بأشتال الأرز.
- مكافحة الآفات والأمراض.
- المراقبة البيئية المستمرة.
- منع تدهور الغابات.

## زيارة المحمية
توفر المحمية مسارات للمشي لمسافات طويلة تمر عبر أشجار الأرز والكهوف الطبيعية والمناظر الطبيعية الخلابة، يصل طولها إلى 48 كم، جزء منها للمشي طوال العام وآخر مخصص لفصل الشتاء. وتعد بعض هذه المسارات صعبة نسبيًا ولا تناسب الأجسام غير الرياضية. وتحدد المحمية إشارات لأماكن المسارات ومسافتها وصعوبتها. ويجري العمل على إنشاء مسار لربط المحمية بشلال بالوع بعتارة، وهو معلم طبيعي مهم في لبنان. كما وتتوفر أنشطة مختلفة كمراقبة النجوم وتتبع الطيور وتسلق الجبال بمساعدة مختصين. وتوجد 5 طرق تخترق أهم النقاط الحيوية، يتراوح الوقت المستغرق للمشي في كل مسار بين (1-5 ساعات). أهمها درب المحابيس في وادي عين الراحة، ويمتد من تنورين حتى حردين. وسمي بهذا الاسم لأنه يضم عددًا من الكهوف أو المحابس التي عاش في أحدها القديس الماروني الحبيس أنطون طربيه. وقد ساهمت التضاريس الوعرة في الحد من التدفق الكبير للسياح، مما أدى للحفاظ على النظام البيئي للغابة.
كما توفر المحمية بنى تحتية لاستيعاب عدد كبير من السياح، مع مركز دائم مهمته توفير الإرشاد والتنظيم. كما توفر دورات تدريبية للسيدات على صناعة الأطعمة الشعبية والأشغال اليدوية. بالإضافة للمحاضرات العلمية والبيئية والحفلات الفنية القروية